# Léon-Alexandre Blanchot
Pour les articles homonymes, voir Blanchot.
Léon Jean-Baptiste Alexandre Blanchot (dit Ivan Loewitz), né le 25 novembre 1868 à Bordeaux et mort le 27 juin 1947 à Paris, est un sculpteur et un illustrateur français.

## Biographie

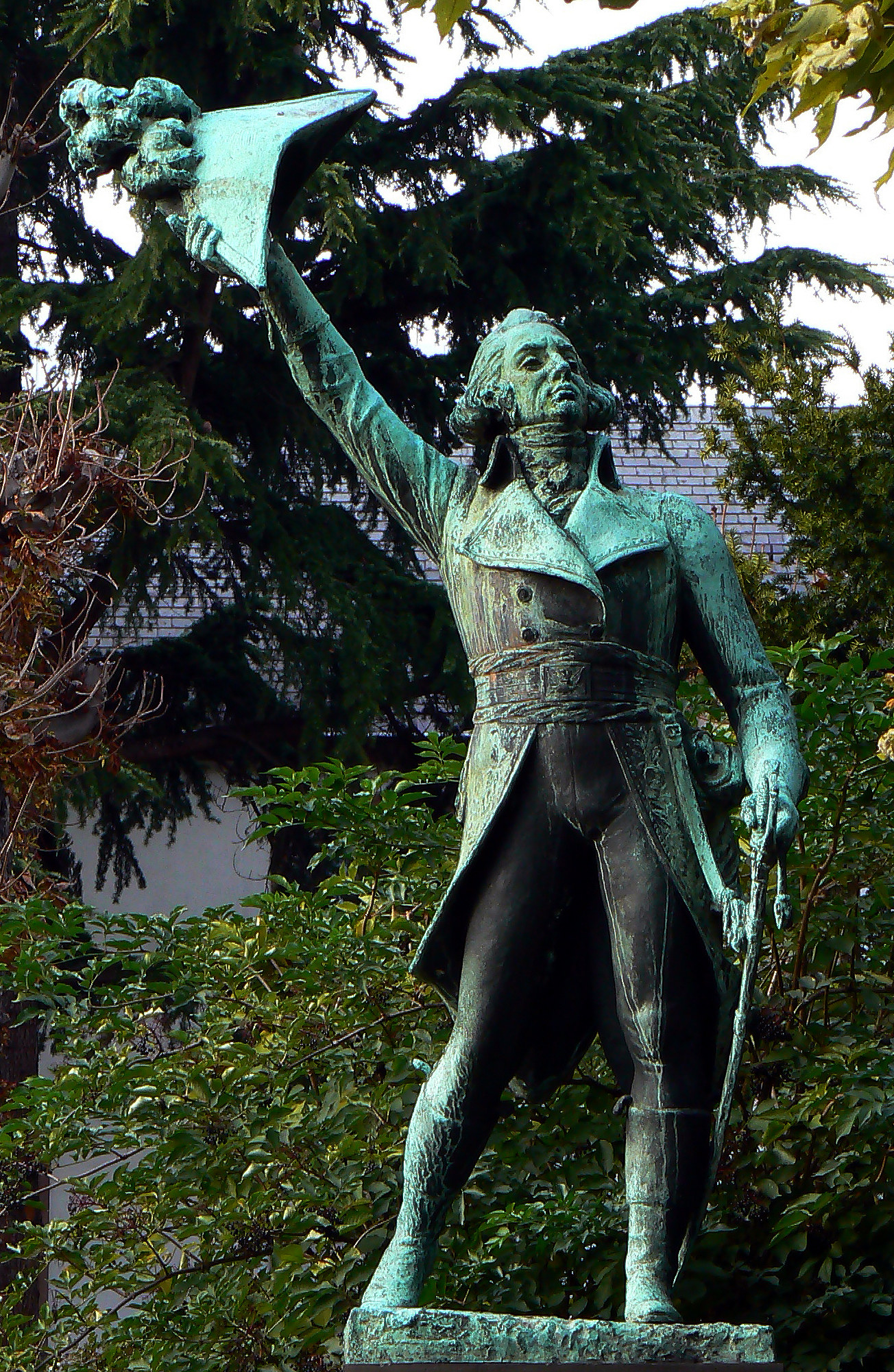
François Christophe Kellermann, bronze inauguré en 1935 signé Léon-Alexandre Blanchot (Strasbourg).

Léon Alexandre Blanchot commence ses études d'art à Bordeaux avant de monter à Paris où il devient élève aux Beaux-arts. Après un séjour en Algérie, il commence à produire des illustrations pour des ouvrages sous le pseudonyme d'Ivan Loewitz. 
Son travail de sculpteur, signé L. Blanchot, est très marqué par l'esprit Belle Époque. Il façonne de petites pièces mais travaille également pour l'ornemental et le monumental, aussi bien la pierre que le métal. On lui doit notamment le monument aux morts de la faculté de Médecine à Paris.
Durant la Première Guerre mondiale, il sert dans l'aviation puis écrit quelques essais sur l'art sous le nom de I.-L. Blanchot.
Mention honorable au Salon des artistes français de 1894, il termine sa carrière en tant qu'inspecteur des travaux de sculpture à Sèvres de 1930 à 1947.

## Ouvrages illustrés

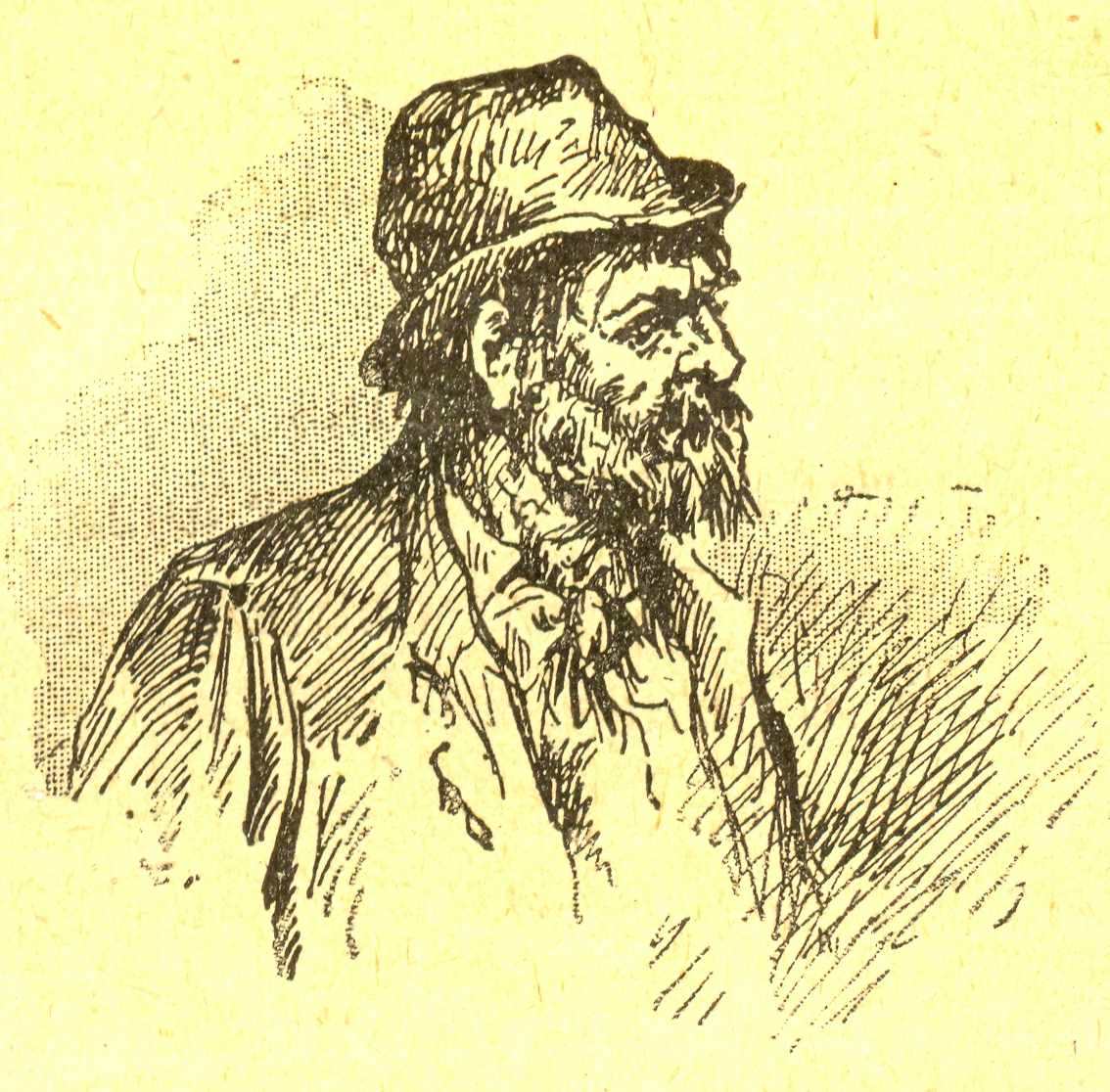
Illustration signée Ivan Loewitz tirée de Sans famille d'Hector Malot.

- Hector Malot, Sans Famille, nouvelle édition illustrée [1907 ?]
- Maurice Boukay [Maurice Couyba], Chanson maudite, illust. d'Ivan Loewitz, Paris, 1890
- Jules Simon, Les Derniers Mémoires des autres, Marpon & Flammarion, 1890
- Jules Simon, Colas, Colasse, Colette, Marpon & Flammarion, 1891
- Michel Corday, Les Embrasés, coll. « Modern-Bibliothèque », A. Fayard, [s.d.]

## Écrits
Sous le nom de I.-L. Blanchot :
- [traduction] Discours sur l'art de Joshua Reynolds, Hatier, 1922
- Les étapes de la peinture, Gauthier-Villars, 1927
- Les bijoux anciens, Les Éditions Pittoresques, 1929
- Les étapes de la sculpture, Gauthier-Villars, 1931